# LiKE (マカロニえんぴつのアルバム)
『LiKE』は、マカロニえんぴつの4枚目のミニ・アルバム。2019年2月13日にTALTOよりリリースされた。

## 概要
前作より1年6ヶ月ぶり、ミニアルバムとしては2年ぶりとなるアルバム。ジャケットアートワークは美術家みなみりょうへいによるもの。タワーレコードおよびTOWERmini全店、タワーレコード オンラインでの購入特典としてアコースティック音源を収めたCD-Rがプレゼントされる。

## チャート成績
2019年2月25日付のオリコン週間ランキングでは初動2.6千枚を売り上げ、週間32位にランクインした。

## 楽曲について
- ブルーベリー・ナイツ
日本テレビ系『バゲット』3月エンディングテーマ
2019年2月11日にミュージックビデオが公開。監督は井樫彩[5]。2022年2月現在3100万回以上再生されている。
- STAY with ME
テレビ東京『音流～ONRYU～』2月度エンディングテーマ
2019年2月15日にミュージックビデオが公開。監督は坂本渉太[6]。頓知気さきなとめがね（渡邉みな）が出演している。2022年2月現在200万回以上再生されている。

## 収録曲
1. ワンルームデイト
2. トリコになれ
3. ブルーベリー・ナイツ
4. 働く女
5. STAY with ME